# 8 septembre 2006
Le vendredi 8 septembre 2006 est le 251e jour de l'année 2006.

## Décès
- Franck Langolff (né en 1948), auteur-compositeur- interprète
- Frank Middlemass (né le 28 mai 1919), acteur britannique
- Holly One (né le 12 avril 1965), acteur italien
- Maurice Lenormand (né le 15 janvier 1913), député de l'Union calédonienne, docteur ès lettres
- Peter Brock (né le 26 février 1945), pilote automobile australien
- Robert Dallet (né le 5 mars 1923), naturaliste autodidacte français
- Thomas Judge (né le 12 octobre 1934), politicien américain

## Événements
- Attentats néo-nazis déjoués en Belgique. Dix-sept personnes, dont onze soldats belges, préparaient des attentats pour « déstabiliser » le pays. Les suspects, membres du groupe extrémiste BBET (Bloed, Bodem, Eer en Trouw) risquent des poursuites pour appartenance à un groupe terroriste, possession illégale d'armes, racisme et négation de l'Holocauste . Selon l'AFP, « la mise au jour, à un mois des élections municipales, d'un complot fomenté au sein de l'armée belge par un groupe de néonazis flamands a stupéfié de nombreux Belges et provoqué l'ire de l'extrême droite flamande, qui crie à la manipulation préélectorale. » Pour Manuel Abramowicz, auteur de plusieurs ouvrages sur l'extrême droite en Belgique, les « ultras » de la droite radicale ont toujours eu pour objectif « d'infiltrer les rouages de l'État », dont l'armée dans les années 1970 et 1980, via les mouvements Westland New Post (WNP) et Front de la jeunesse[1]. Le ministre de la Défense a insisté sur le « rôle moteur » du service de renseignement militaire (SGRS) dans cette affaire, qui abritait naguère les réseaux Gladio, eux-mêmes soupçonnés d'implication dans les tueries du Brabant dans les années 1980.
- Le cas d'une femme électro-sensible aux antennes-relais jugé à Strasbourg[2].
- fondation, par la Congrégation pour le clergé, de l'Institut du Bon-Pasteur, une société de vie apostolique de droit pontifical.
- Fin de l'Ouragan Kristy
- 13e étape du Tour d'Espagne 2006
- Début de l'Australian Provincial Championship
- Sortie du film portugais Belle toujours
- Sortie du film italien Golden Door
- Sortie du film franco-belge Gradiva
- Sortie du film américain Hollywoodland
- Sortie du film norvégien Nouvelle donne
- Sortie du film documentaire américain Une vérité qui dérange
- Début de la série télévisée Les Remplaçants
- Sortie du jeu vidéo Enchanted Arms
- Sortie du jeu vidéo Faces of War
- Sortie européenne du jeu Ultimate Ghosts'n Goblins.